# 克魯斯帕雷德斯市

克魯斯帕雷德斯市（西班牙語：Municipio Cruz Paredes），是委內瑞拉的一個市，位於該國西部巴里納斯州，首府設於巴蘭卡斯，面積778平方公里，2007年人口25,178，人口密度為每平方公里32人。